# Joanna Kopcińska

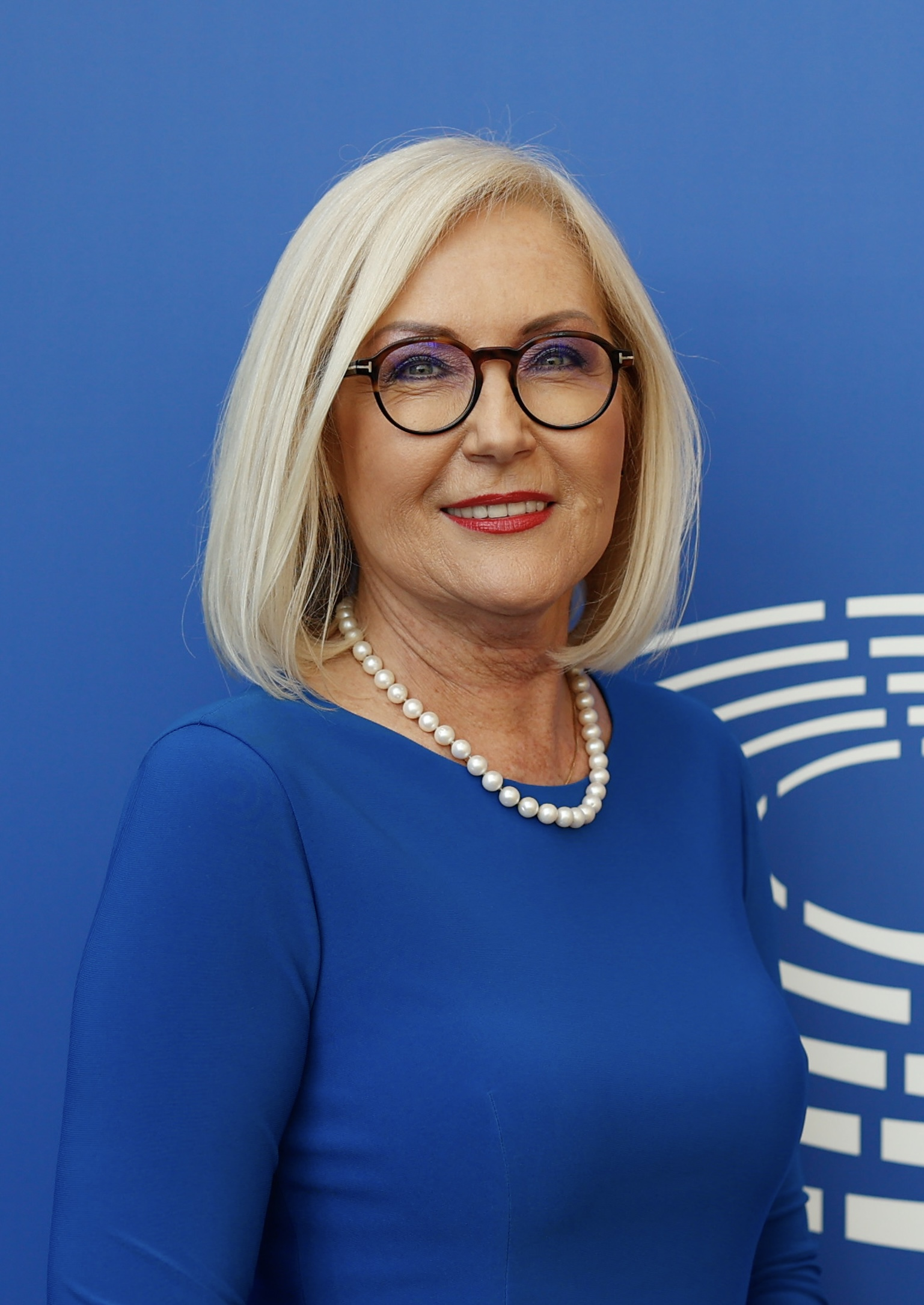
Joanna Kopcińska (2023)

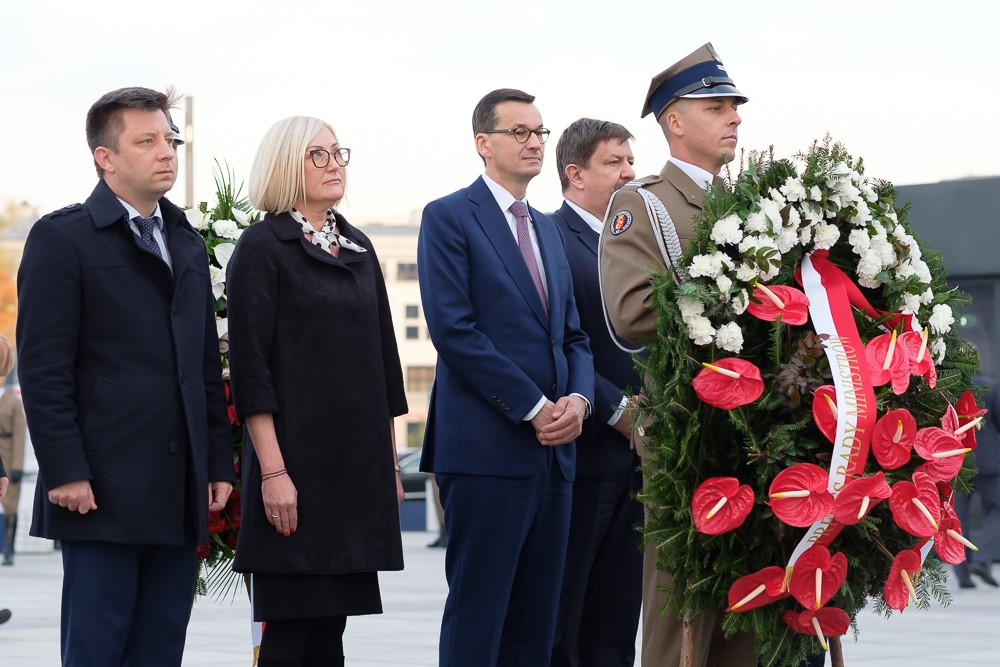
Ab 2017 war Kopcińska Sprecherin der Regierung Morawiecki; hier bei einer Kranzniederlegung im Oktober 2018, Premierminister Morawiecki steht rechts von ihr

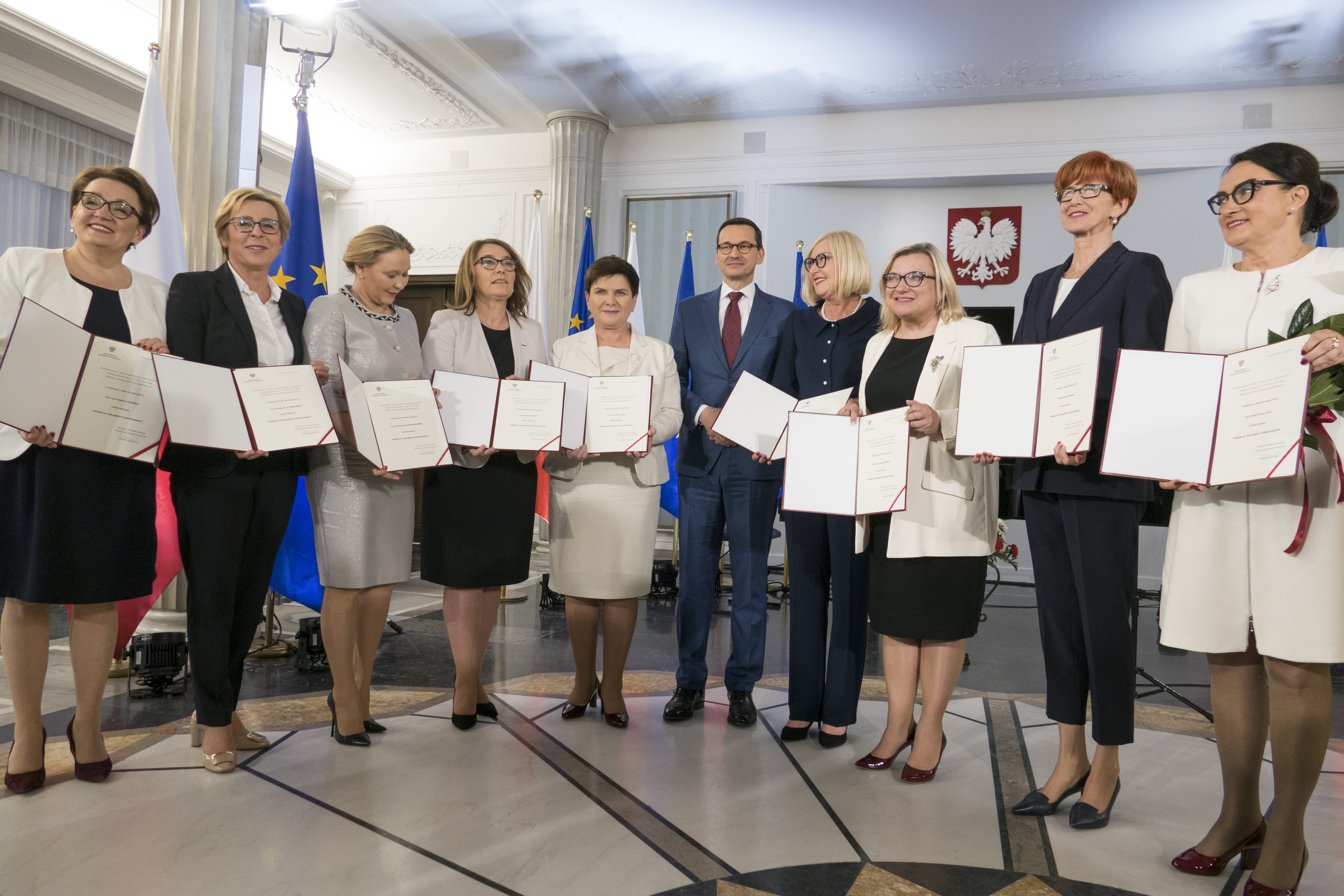
Einige der polnischen Europaabgeordneten während der feierlichen Übergabe ihrer Wahlurkunden für das Europäische Parlament in der Säulenhalle des Sejm; Kopcińska in der Mitte direkt rechts von Premierminister Morawiecki

Joanna Maria Kopcińska (geborene Kowalczy, am 2. Januar 1967 in Łódź) ist eine polnische Ärztin und Politikerin (ehemals PO, heute PiS). Kopcińska war von 2011 bis 2014 Kommunalpolitikerin in ihrer Heimatstadt Łódź, bis sie bei den polnischen Parlamentswahlen 2015 in den Sejm gewählt wurde. Von 2017 bis 2019 war sie zudem Regierungssprecherin der Regierung Morawiecki. Von 2019 bis 2024 war sie Mitglied des Europäischen Parlaments als Teil der EKR-Fraktion.

## Leben

### Berufliche Ausbildung
Kopcińska studierte nach ihrer Schulausbildung Medizin an der Medizinischen Akademie Łódź, sie schloss das Studium 1997 an. Des Weiteren absolvierte sie ein Aufbaustudium am Nofer-Institut für Arbeitsmedizin im Bereich Organisation, Management und Ökonomie im Gesundheitswesen (2002) sowie Öffentliche und Umweltgesundheit (2003). 2017 schloss Kopcińska zudem einen Executive MBA ab.
In ihrer Heimatstadt gründete sie einen „Senioren-Gesundheitsakademie“ (Akademię Zdrowia Seniora). Kopcińska  ist Mitglied in Fachorganisationen wie der Polnischen Gesellschaft für öffentliches Gesundheitswesen und der Polnischen Gesellschaft für Krankenhausinfektionen.

### Politische Karriere in Polen
Bei den Kommunalwahlen 2010 kandidierte Kopcińska erfolglos für den Stadtrat von Łódź auf der Liste der PO, rückte jedoch 2011 nach, nachdem Tomasz Sadzyński ausgeschieden war. Im August 2013 wurde sie zusammen mit einer Gruppe von anderen Ratsmitgliedern aus der Partei ausgeschlossen. Im selben Monat wurde sie mit den Stimmen der Opposition aus PiS und SLD zur Vorsitzenden des Stadtrats gewählt, sie war Mitgründerin des Stadtratsfraktion „Łódź 2020“.
Bei den folgenden Kommunalwahlen 2014 kandidierte Kopcińska als Kandidatin der PiS für das Amt der Bürgermeisterin von Łódź, sie konnte sich jedoch mit 22,89 Prozent der abgegebenen Stimmen nicht gegen die erneut kandidierende Hanna Zdanowska der PO durchsetzen. Sie errang bei den Wahlen dennoch ein Mandat im Stadtrat auf der Wahlliste der PiS. 
Bei den Wahlen zum polnischen Sejm 2015 kandidierte Kopcińska auf der Wahlliste der PiS im Wahlkreis Łódź (zunächst parteilos, später trat sie der PiS bei). Sie gewann ein Mandat als Abgeordnete, sie erhielt 17.911 Stimmen. Im Sejm wurde sie stellvertretende Vorsitzende des Gesundheitsausschusses, und 2016 war sie Mitglied der Untersuchungskommission zu Bernsteingold. Im Oktober desselben Jahres wurde sie die Leiterin des PiS-Verbandes im Bezirk Łódź.
Am 19. Dezember 2017 wurde sie Sprecherin der Regierung von Mateusz Morawiecki und Staatssekretärin in der Kanzlei des Ministerpräsidenten. Sie behielt ihr Mandat im Sejm.

### Wechsel ins Europaparlament
2019 nominierte die PiS Kopcińska als Kandidatin für die Europawahl im Wahlkreis Łódź. Die PiS gewann dort deutlich an Stimmen hinzu (plus 8,7 Prozent) und errang damit zwei der drei Mandate des Wahlkreises, darunter auch Joanna Kopcińska (zusammen mit PiS-Kandidat und ehemaligem Außenminister Witold Waszczykowski). Gemeinsam mit den anderen gewählten Abgeordneten der PiS trat Kopcińska der nationalkonservativen EKR-Fraktion bei. 
Für die Fraktion war Kopcińska Mitglied im Ausschuss für Umweltfragen, öffentliche Gesundheit und Lebensmittelsicherheit sowie stellvertretendes Mitglied im Ausschuss für Beschäftigung und soziale Angelegenheiten. Des Weiteren benannte ihre Fraktion sie für den im September 2020 eingerichteten Sonderausschuss zu Krebsbekämpfung, dessen Mitglieder sie zu einer der stellvertretenden Vorsitzenden des Ausschusses wählten. Bei der Europawahl 2024 trat sie nicht erneut an.